# Дом Муравьева-Апостола
Дом Муравьева-Апостола — историческое здание в центральной части Твери. Памятник истории и архитектуры регионального значения. Расположено по адресу: улица Симеоновская, 35.
Архитектурный комплекс усадьбы включает в себя сам дом, а также построенные в один период с ним ворота.
Усадьба конца XVIII — начала XIX веков. В 1857—1863 годах в этом доме проживал отставной полковник декабрист Матвей Иванович Муравьев-Апостол. Последним владельцем усадьбы являлся купец Жидков, купивший её в 1870 году, после революции здание было национализировано. В 1982 году в доме произошёл пожар, после восстановления в здании расположился областной совет добровольного пожарного общества города Твери.
В период с 1999 по 2010 год в доме находился центр противопожарной пропаганды и общественных связей УГПС, МЧС. С 2011 года в доме находится общественная организация «Клуб добровольных пожарных, спасателей и волонтёров Тверской области».

## Галерея

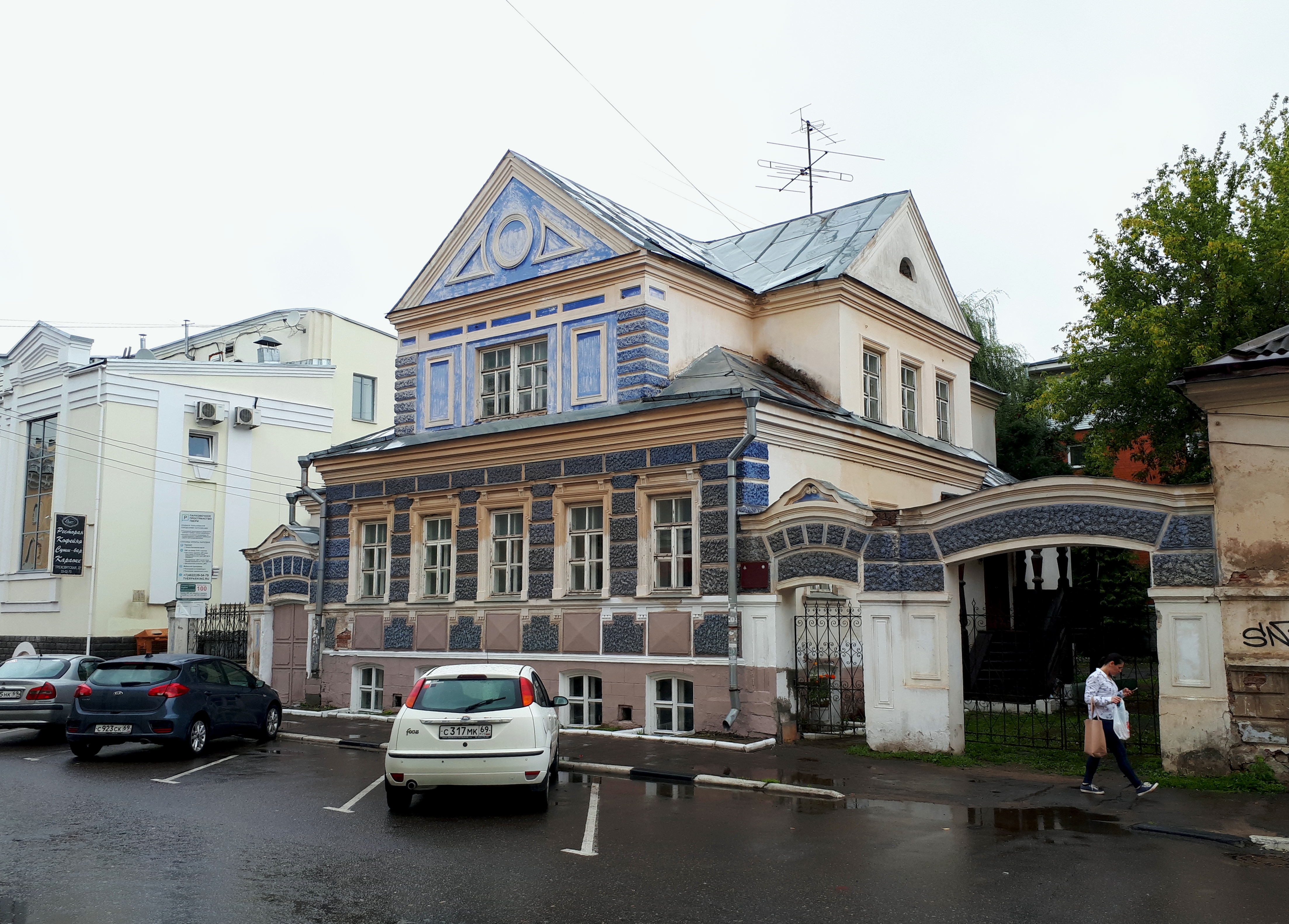
Общий вид комплекса.
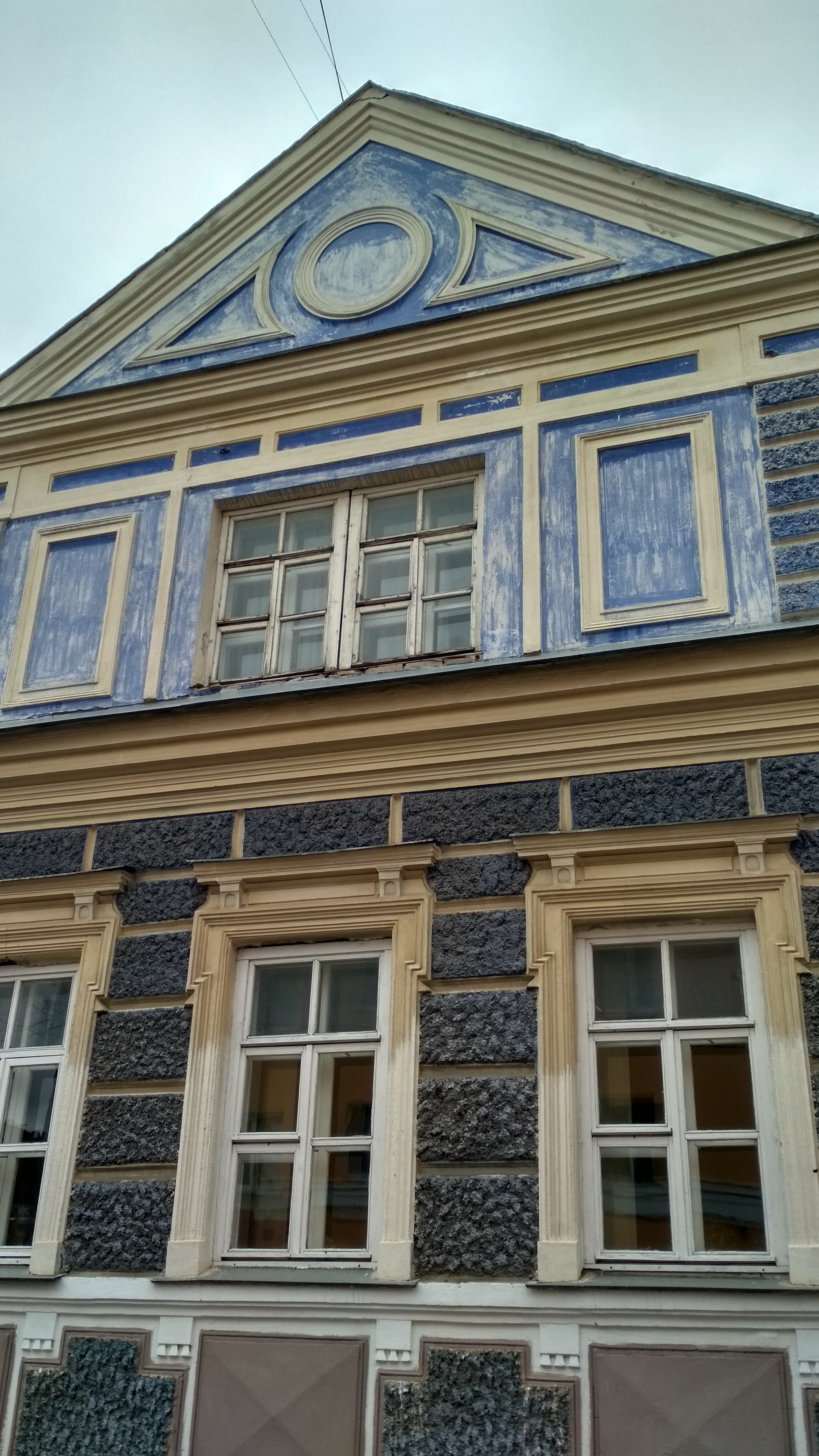
Отделка здания.
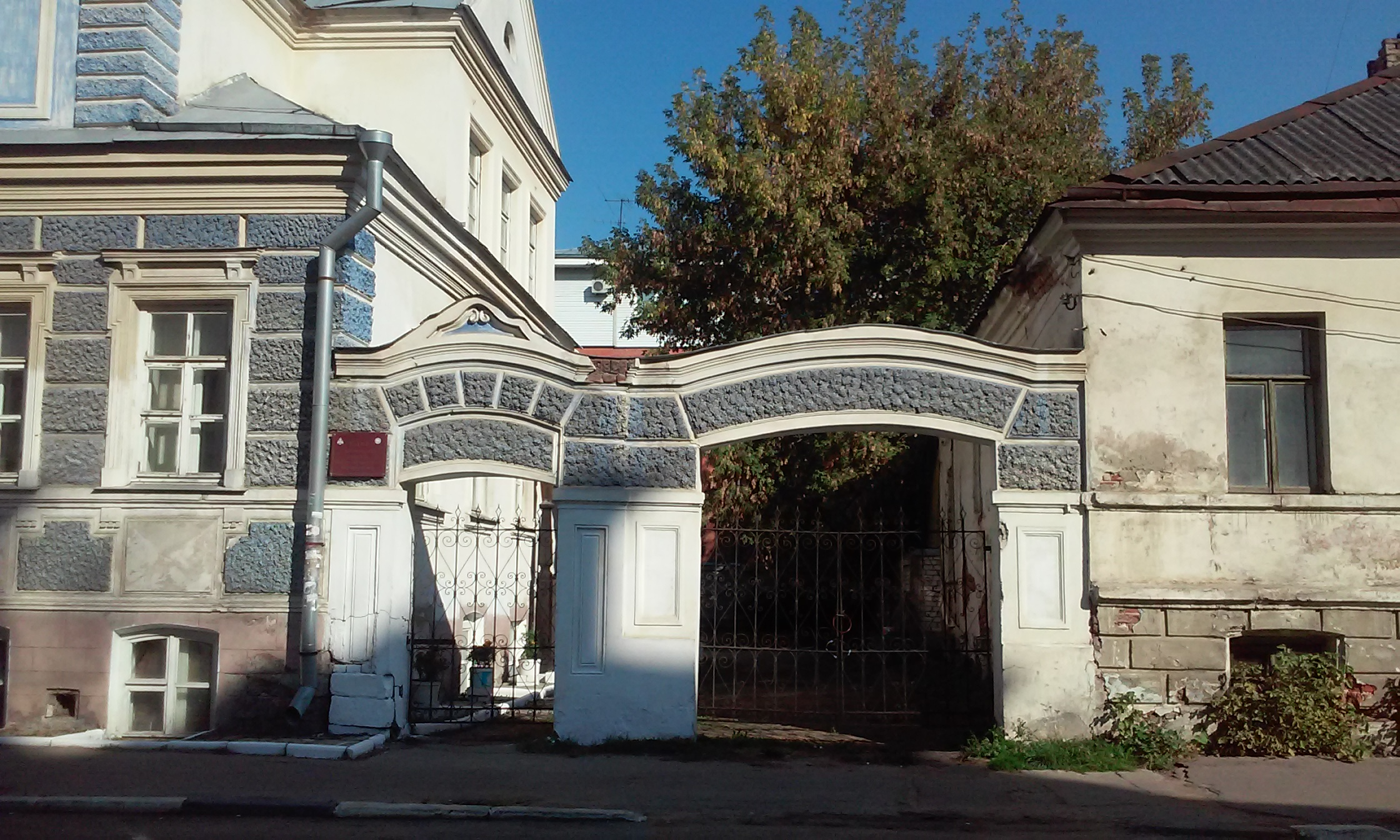
Ворота.